# RD-170

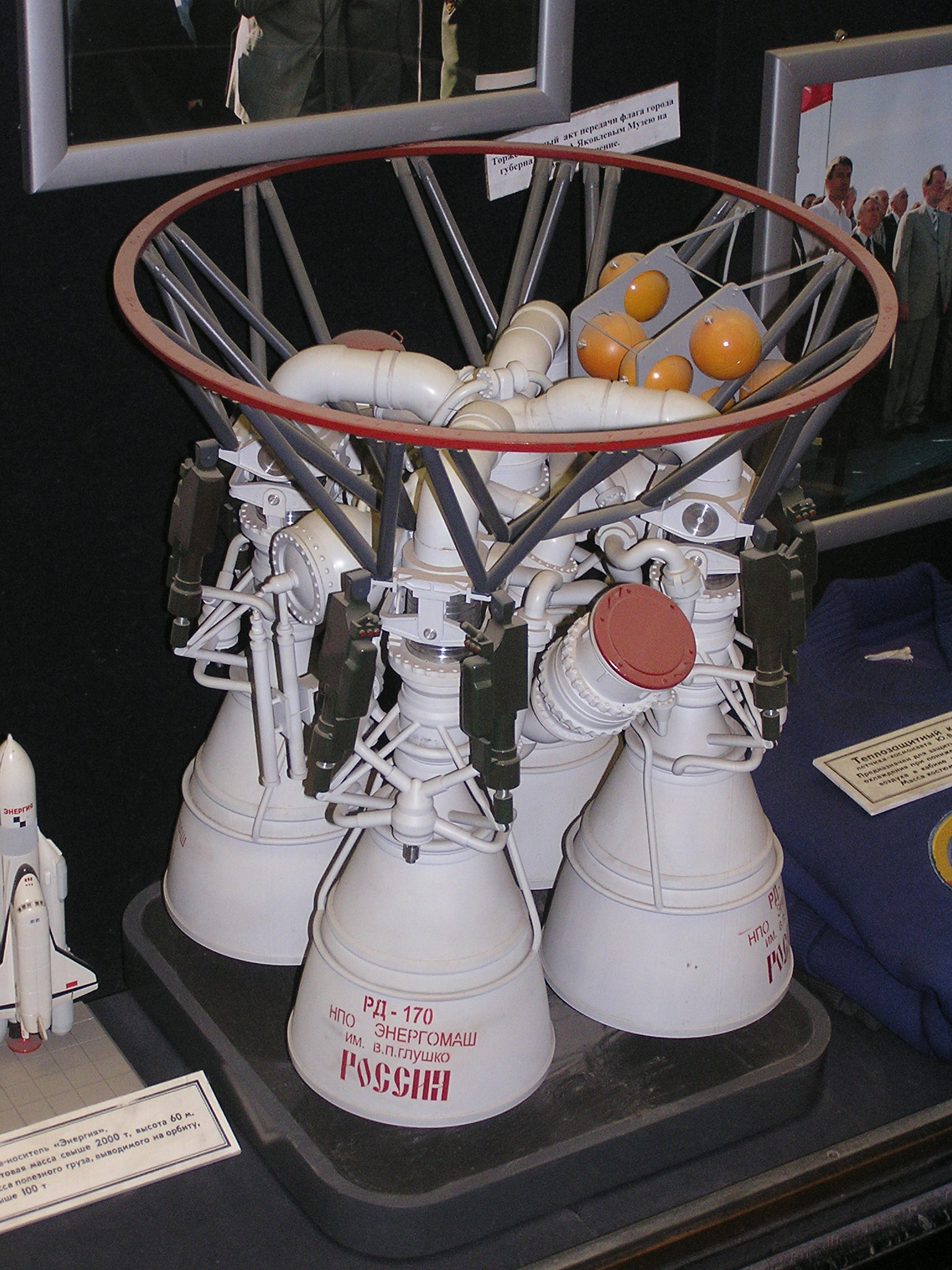
Um modelo do motor RD-170 em exibição no museu de São Petersburgo.

O motor de foguete RD-170 (Ракетный Двигатель-170) é o motor de foguete de multiplas câmaras de combustão (quatro no caso), mais potente do mundo, projetado e produzido na União Soviética pelo NPO Energomash para uso no veículo lançador Energia. Esse motor utiliza o RP-1 como combustível e o LOX como oxidante, em quatro câmaras de combustão acionadas por uma única turbina, com potência estimada de 170 MW (230.000 hp) num ciclo de combustão em estágios.

## Variantes
- RD-170 - Modelo básico projetado para uso no foguete Energia.[carece de fontes?]
- RD-171 - Modelo simplificado para uso na família de foguetes Zenit.[3]
- RD-171MV - Variante para uso no foguete Irtysh.[4]
- RD-180 - Modelo derivado com apenas duas câmaras de combustão.[5]
- RD-191 -  Modelo derivado com apenas uma câmara de combustão.[6]